# Mormodes oestlundiana
Mormodes oestlundiana là một loài thực vật có hoa trong họ Lan. Loài này được Salazar & Hágsater mô tả khoa học đầu tiên năm 1990.